# Міжнародний день на підтримку жертв катувань
Міжнародний день на підтримку жертв катувань  (англ. International Day in Support of Torture Victims, ісп. Día Internacional de las Naciones Unidas en Apoyo de las Víctimas de la Tortura, фр. Journée internationale des Nations unies pour le soutien aux victimes de la torture) — міжнародний день ООН. Відзначається щорічно 26 червня.

## Історія свята
День установлено 1997 року Генеральною Асамблеєю ООН за рекомендацією Економічної та Соціальної Ради ООН для викорінювання катувань і забезпечення ефективного функціонування Конвенції проти катувань і інших жорстоких, нелюдських або таких, що принижують гідність, видів поводження та покарання, що набула чинності 26 червня 1987 року.
|  | Проведення Міжнародного дня надає … можливість виразити солідарність із жертвами катувань і їхніми сім'ями й знову заявити про те, що всі уряди мають взяти на себе зобов'язання гарантувати для всіх жертв таких порушень повну компенсацію й реабілітацію Послання Генерального секретаря ООН від 26 червня 2009 року з нагоди Міжнародного дня в підтримку жертв катувань |